# Суспільство спектаклю
«Суспільство спектаклю» — політично-філософський трактат, написаний Гі Дебором в 1967 році. Книга присвячена аналізу й критиці суспільства, як в його західній (капіталістичній) варіації, яка визначається як «суспільство розпорошеного видовища», так і радянської системи («суспільство централізованого видовища» за Дебором) з ліворадикальних (анархо-марксистських) позицій.
Суть сучасного стану суспільства Гі Дебор визначає як втрату безпосередності: «все, що раніше сприймалося безпосередньо, відтепер відтиснуто в уявлення». Термін «спектакль» означає «самостійний рух неживого» або «суспільні відносини, опосередковані образами». Важливу роль у становленні суспільства спектаклю зіграли засоби масової інформації: «це нововведення обернулося справжнім троянським конем», — пише Гі Дебор. У книзі проводиться також детальний аналіз марксизму і розвитку революційної теорії, яка опинилася перед обличчям двох нових факторів: революційної ілюзії і класової бюрократії.
Надалі, в Коментарях до суспільства спектаклю, розвивається ідея їх комбінування у вигляді вже суспільства інтегрованої вистави, що включає в себе і тоталітарний бюрократично-поліцейський контроль і диктат розвиненого суспільства споживання.